# Elizabeth Twining
Pour les articles homonymes, voir Twining.
Elizabeth Twining, née en 1805 et morte en 1889, est une illustratrice botanique britannique. Elle est connue également pour ses activités philanthropiques en faveur des pauvres.

## Biographie et illustration
Elizabeth, venue agrandir la famille du marchand de thé Twinings en 1805, était l'un des neuf enfants de Richard Twining et de son épouse Elizabeth Mary Smythies. Élevée dans un quartier privilégié de Londres, elle étudia l'art et le dessin dans le cadre d'une éducation de classe supérieure. Inspirée par le Curtis's Botanical Magazine et la Société royale d'horticulture aux jardins de Chiswick, Elizabeth commença à dessiner des plantes et des fleurs. Pour s'entraîner, elle réalisa des croquis d'œuvres exposées au Musée des Beaux Arts de Dulwich et se rendit dans plusieurs musées célèbres grâce au soutien de son père.
Elle écrivit et illustra une série de livres sur la botanique, en particulier Illustrations of the Natural Order of Plants'' en deux volumes (le premier volume parut en 1849 et le second en 1855) comprenant un total de 160 lithographies peintes à la main, des pages apparemment basées sur les observations faites aux Jardins botaniques royaux de Kew et au Lexden Park (en) de Colchester. L'édition parue, ensuite, en quarto présentait des planches de couleur bon marché, indiquant la transition des illustrations onéreuses peintes à la main vers une solution alternative moins coûteuse et de qualité inférieure.
Elizabeth Twining vécut dans l'ancienne résidence familiale de Dial House, à Twickenham. Elle s'y installa en 1866, après le décès de sa mère et y resta jusqu'à sa mort en 1889, puis son frère Richard Twining (III) en fit don à la paroisse de Twickenham pour remplacer le presbytère en ruine. La majorité de ses œuvres fait, aujourd'hui, partie de la collection du British Museum.

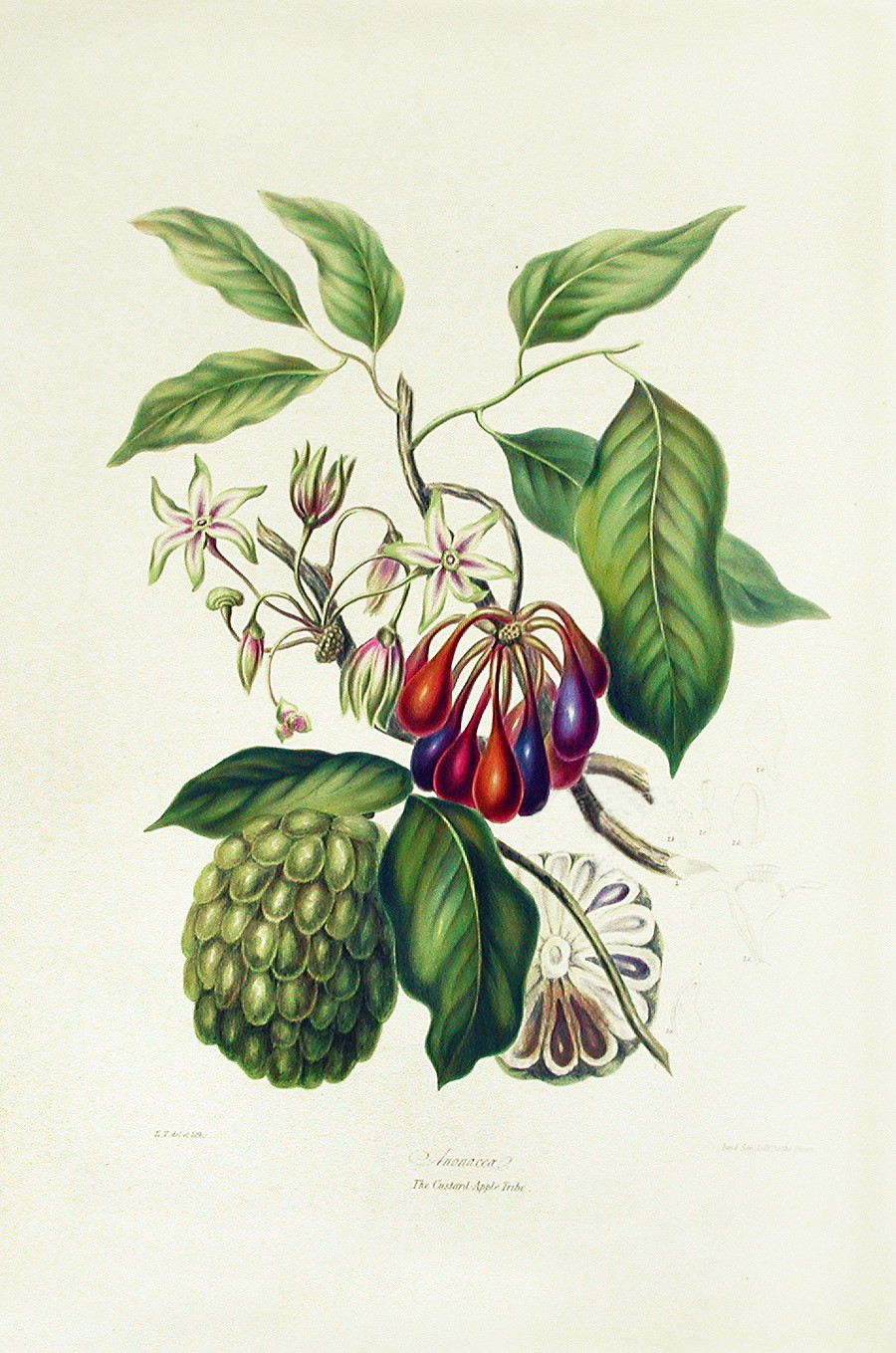
Annonaceae.

Elizabeth était la sœur aînée de Louisa Twining, réformatrice sociale qui se consacra aux indigents.

## Autres activités
Outre ses activités artistiques, Elizabeth Twining fut une philanthrope considérable. Elle créa et géra le Temperance Hall situé sur Portugal Street, fit rénover les hospices de la paroisse de Twickenham près de l'endroit où elle avait grandi (comme le rappelle une plaque commémorative apposée sur l'Église St Mary), et, après une longue association avec le King's College Hospital, elle fonda l'hôpital St John pour soigner les plus pauvres.. Elle fut la première à organiser des « réunions de mères » à Londres pour lesquelles elle avait écrit : « Dix années dans une école dépenaillée et lectures pour réunions de Mères », et contribua à la création de Bedford College pour l'éducation des femmes d' Elizabeth Jesser Reid.